# Chevillon-sur-Huillard
Chevillon-sur-Huillard település Franciaországban, Loiret megyében. Lakosainak száma 1504 fő (2022. január 1.). Chevillon-sur-Huillard Saint-Maurice-sur-Fessard, Lombreuil, Pannes, Presnoy, Thimory, Villemandeur, Villemoutiers és Vimory községekkel határos.

## Népesség
A település népességének változása:
| Lakosok száma | 481  | 901  | 1043 | 1202 | 1353 | 1388 | 1422 | 1463 | 1465 | 1504 |
|               | 1968 | 1982 | 1990 | 2006 | 2013 | 2015 | 2017 | 2019 | 2020 | 2022 |